# Битва при Форминьи
Битва при Форминьи (фр. Bataille de Formigny, англ. Battle of Formigny) — решающее сражение Столетней войны, состоявшееся 15 апреля 1450 года и завершившееся полной победой французов, английская армия в Нормандии была фактически уничтожена.

## Предыстория
Король Франции Карл VII с пользой провёл мирное время, предоставленное Турским договором 1444 года. Французские войска были значительно усилены и реорганизованы. Англичанам, напротив, перемирие не пошло на пользу. Генрих VI был слишком слабым и безвольным правителем, и его влияние на управление государством постепенно уменьшалось. В Англии ширилось недовольство политикой, проводимой женой Генриха королевой Маргаритой Анжуйской. Углублялись противоречия, которые несколькими годами позднее привели к началу Войны Алой и Белой розы. Когда в 1449 году французы расторгли перемирие, они находились в выигрышной позиции. 31 июля 1449 года Карл VII начал наступление в Нормандии. В августе французы взяли Пон-л’Эвек и Лизьё. 10 ноября англичане сдали Руан, 1 января 1450 года — Арфлёр.
Зимой 1449—1450 годов в Портсмуте была сформирована небольшая английская армия (около 3000 человек) под командованием сэра Томаса Кириелла. 15 марта 1450 года они высадились в Шербуре, где к ним присоединился отряд сэра Мэтью Гофа (около 2000 солдат).

## Битва
Кириелл направился на юг, а навстречу ему двигались две французские армии; одна — под командованием Карла Бурбона, графа де Клермон (вероятно, около 3000 солдат), вторая — во главе с коннетаблем Франции Артуром де Ришмоном, будущим герцогом Бретани (1500—2000 человек). Продвинувшись на восток от Карентана, 14 апреля Кириелл расположился у деревни Форминьи.
15 апреля армия Клермона вышла на англичан. Армии встали друг напротив друга на дороге Карентан-Байё. Расстояние между ними было равно трём полётам стрелы. Англичане успели окопаться и закрепить в земле колья.
Клермон начал атаку, не дожидаясь подкрепления. Французы попытались атаковать англичан на флангах, но англичане с легкостью отбились. Тогда Клермон приказал обстреливать англичан из двух кулеврин. Артиллерийский обстрел, очевидно, внёс беспокойство в передовые отряды англичан: они вышли из-за своих укреплений и захватили орудия. Французы устремились навстречу им и отбили кулеврины. Началась рукопашная схватка.
В это время с юга подошла армия де Ришмона. Кириелл попытался перестроить свои войска полукругом, чтобы отбивать атаки с обеих сторон. Но, покинув свои укреплённые позиции, английские силы были разбиты на группы неприятельским огнём и уничтожены по отдельности. Кириелл попал в плен, а английская армия была разгромлена.

## Последствия битвы
Битва при Форминьи часто признаётся первой, в которой пушки сыграли значительную роль (первым сражением, в котором вклад артиллерии имел решающее значение, считается следующая битва, при Кастийоне). Об этом, конечно, сложно судить, ведь можно заметить, что более значимой была атака мощной кавалерии будущего герцога Бретани Артура на фланг англичан, которая заставила последних покинуть подготовленные позиции.
Здесь, наверное, следует говорить о том, что значительная роль кулеврин при Форминьи заключается не в потерях, которые они нанесли англичанам, а в том, что своими выстрелами издалека подали Ришмону сигнал о том, что нужно торопиться и поскорее вступить в бой. Это было большой удачей для Клермона (один из его капитанов писал впоследствии, что если бы Коннетабль (Ришмон) немного запоздал, армия Клермона получила бы «непоправимый ущерб»).
Так или иначе, английское войско было почти полностью уничтожено, тогда как французские и бретонские потери не превышали 1000 человек убитыми и ранеными. Только Мэтью Гоф с несколькими людьми смог пробиться к Байё. Французы, почти не встречая сопротивления, заняли весь регион. 12 августа капитулировал Шербур. Нормандия после долгих десятилетий английского владычества была возвращена Франции. На севере страны в руках англичан оставался только Кале.